# Arresødal
Arresødal er oprettet som hovedgård i 1773 af generalmajor Johan Frederik Classen med navnet Arresøgård. Gården ligger i Vinderød Sogn i Halsnæs Kommune.
Hovedbygningen blev opført 1786-1788 af generalmajor Classen, der også var stifter af byen Frederiksværk. Classen testamenterede ved sin død Arresødal til prins Carl af Hessen, som ejede ejendommen til 1804. Kronprins Frederik (senere kong Frederik VI) købte ejendommen.
I 1883 blev ejendommen købt af Det Classenske Fideicommis. Den blev rekonvalescenthjem for kvinder til 1944, hvor den blev overtaget af først den tyske besættelsesmagt og dernæst frihedskæmperne, der anvendte bygningerne som fængsel. Derefter blev der igen rekonvalescenthjem til 1984, hvor Arresødal blev solgt videre til Kommunedata.
Arresødal blev kursuscenter, og det fungerede til år 2002, hvor den indiske Sai Baba-bevægelse købte slottet af Kommunedata og skulle overtage ejendommen den 1. april samme år. Planen var at etablere en international skole på slottet. Men på baggrund af en verserende mediesag mod bevægelsens indiske guru, Sai Baba, skabte kommunens borgmester og de lokale politikere så megen lokal modstand mod bevægelsen, at dens ledelse trak sig inden overtagelsen. Frederiksværk Kommune købte ejendommen, men måtte betale erstatning.
Kommunen videresolgte herefter Arresødal til Anette og Carsten Følsgaard til etablering af privathospital og hospice, med overtagelse den 1. januar 2003. I den forbindelse blev den store park ned til Arresø overtaget af Kommunen og gjort offentligt tilgængelig. Parken blev den 1. januar 2013 overtaget af Naturstyrelsen, for at indgå i driften af de statslige skov- og naturarealer på egnen. I maj 2018 overtog non-profit omsorgsorganisationen OK-Fonden Arresødal Slot for at indrette det til beboelse, behandling og uddannelse af mennesker med psykisk sårbarhed. Arresødal Hospice er fortsat en del af Arresødal Slot.
Hovedbygningen er ombygget 1908-1909 og igen i 2004. To andre bygninger på Arresødal er fredede.

## Ejere af Arresødal
- (1773-1792) Johan Frederik von Classen
- (1792-1804) Prins Carl Af Hessen
- (1804-1808) Christian 7.
- (1808-1839) Frederik 6.
- (1839-1846) Christian 8.
- (1846-1855) Den Danske Stat
- (1855-1865) K.A. Larssen
- (1865-1883) Laurentse Thodberg gift Larsen
- (1883-1984) Det Classenske Fideikommis
- (1984-2002) Kommunedata
- (2002-2002) Sathya Sai Baba Landsforeningen i Danmark
- (2002-2003) Frederiksværk Kommune
- (Siden 2003) Anette Følsgaard / Carsten Følsgaard
- (Siden 2018) OK-Fonden